# 鞠彭
鞠彭，五胡十六国時代前燕官员，東萊郡人，西晋東萊郡太守鞠羨的儿子。
永嘉元年（307年）二月，其父鞠羨为東萊郡太守，王弥在青州、徐州二州作乱，自称征东大将军，鞠羨討伐王弥，但战败身亡。
青州刺史苟晞任命鞠彭为東萊郡太守。汉国青州刺史曹嶷攻打东莱，多次发生战斗。曹嶷的勢力虽然超过鞠彭，但鞠彭得人心，他的士兵也拼尽死力，所以曹嶷无法击败他。
大兴二年（319年）十二月，鞠彭叹道：“今天下大乱，强者为雄。曹嶷与我同乡，应当互助。” 想要离开，使得百姓不再遭受战火。民众对此表示反对，并鼓励鞠彭继续对抗曹嶷。鞠彭于是带着乡里数千人漂洋过海北上投奔平州刺史崔毖。然而，当他得知崔毖已经讨亡高句丽后，他又回到了慕容部，归顺慕容部大人慕容廆。慕容廆任命他为参龍驤軍事。随后，他被任命为乐浪郡太守。
咸康四年（338年）五月，后赵石虎起兵攻打前燕，乐浪百姓全部投奔后赵，鞠彭率领二百余人回到棘城。数十万士兵从四面八方进攻棘城，鞠彭挑选了数百名勇士，奋勇作战，固守棘城。最终，后赵军队撤退，鞠彭得到了丰厚的赏赐。
最终，他被任命为大長秋。元璽四年（355年）十一月，其子鞠殷被任命为東萊郡太守，鞠彭信鞠殷说：“王弥、曹嶷必有子孙，要加以招抚，不要因旧怨，以引起祸乱。” 鞠殷赴任后，遵照父亲的意见，从山中找到王弥从子王立、曹嶷之孙曹岩，与他们见面，深加交流。鞠彭再派遣使者，送给他们车马衣服。之后，东莱郡民得以和平安宁。